# جایزه بزرگ موناکو

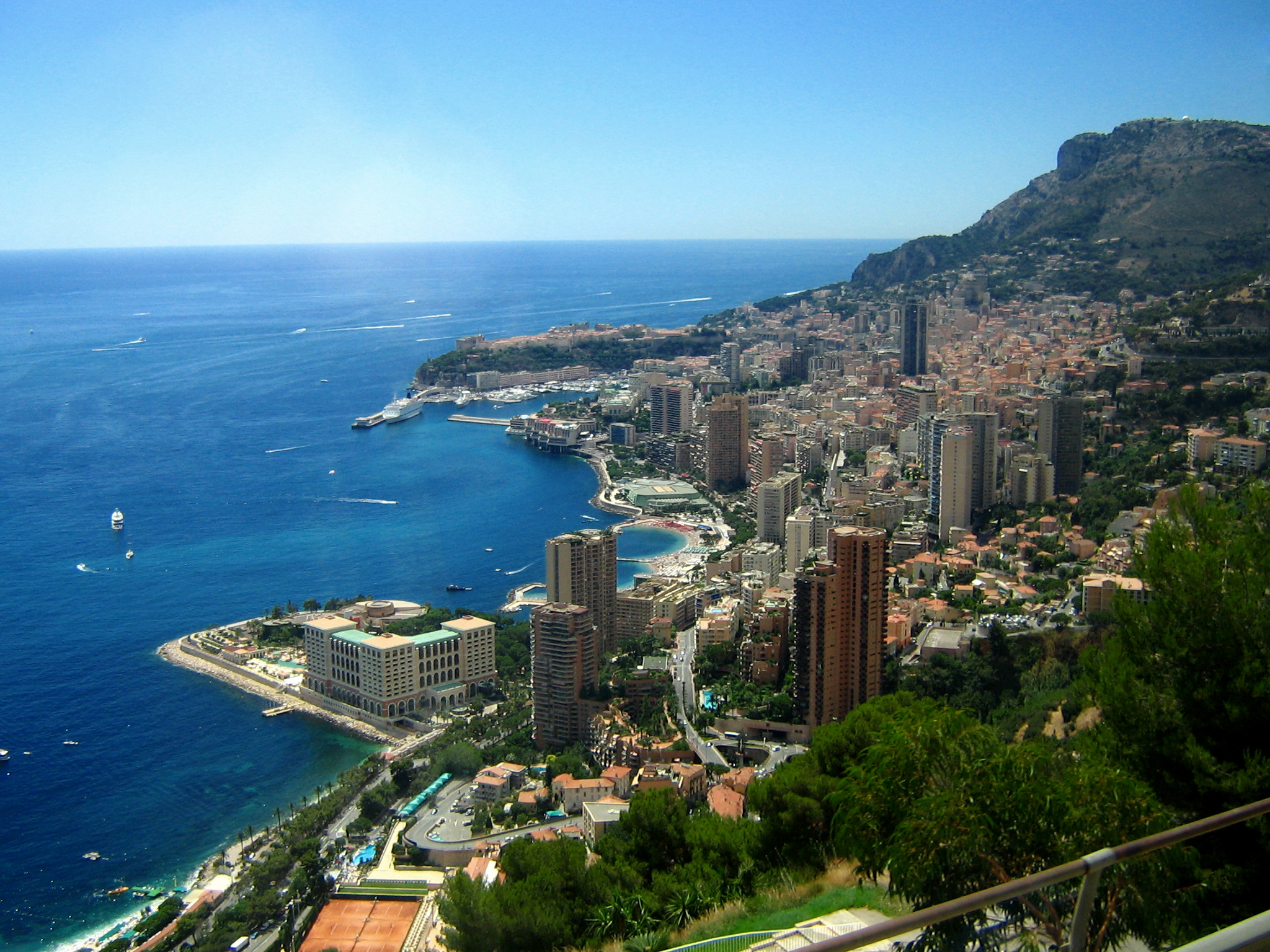
مسابقات گراندپری موناکو هر ساله در خیابان‌های باریک و پُر پیچ و خم شهر زیبای مونت‌کارلو برگزار می‌شود.

تصویری از شهر مونت‌کارلو قبل از برگزاری مسابقات گراندپری موناکو.

مسابقات گراندپری موناکو (به فرانسوی: Grand Prix de Monaco) یکی از اصلی‌ترین و همچنین معتبرترین مسابقات اتومبیل‌رانی فرمول یک است که از سال ۱۹۲۹ میلادی تاکنون در پیست خیابانی شهریارنشین موناکو برگزار می‌شود.
مسافت پیست موناکو، ۲۶۰ کیلومتر و ۵۲۰ متر (۷۸ دور) است.
پیست موناکو به دلیل استفاده از خیابان‌های شهر به عنوان «مسیر مسابقه»، ناهمواری مسیر در مقایسه با دیگر پیست‌های مسابقه و پر پیچ و خم و باریک بودن مسیر از دشوارترین پیست‌های فصل فرمول یک به‌شمار می‌رود.

## برندگان

### برندگان تکراری (رانندگان)
رانندگان پررنگ در مسابقات قهرمانی فرمول یک در فصل جاری شرکت می کنند.

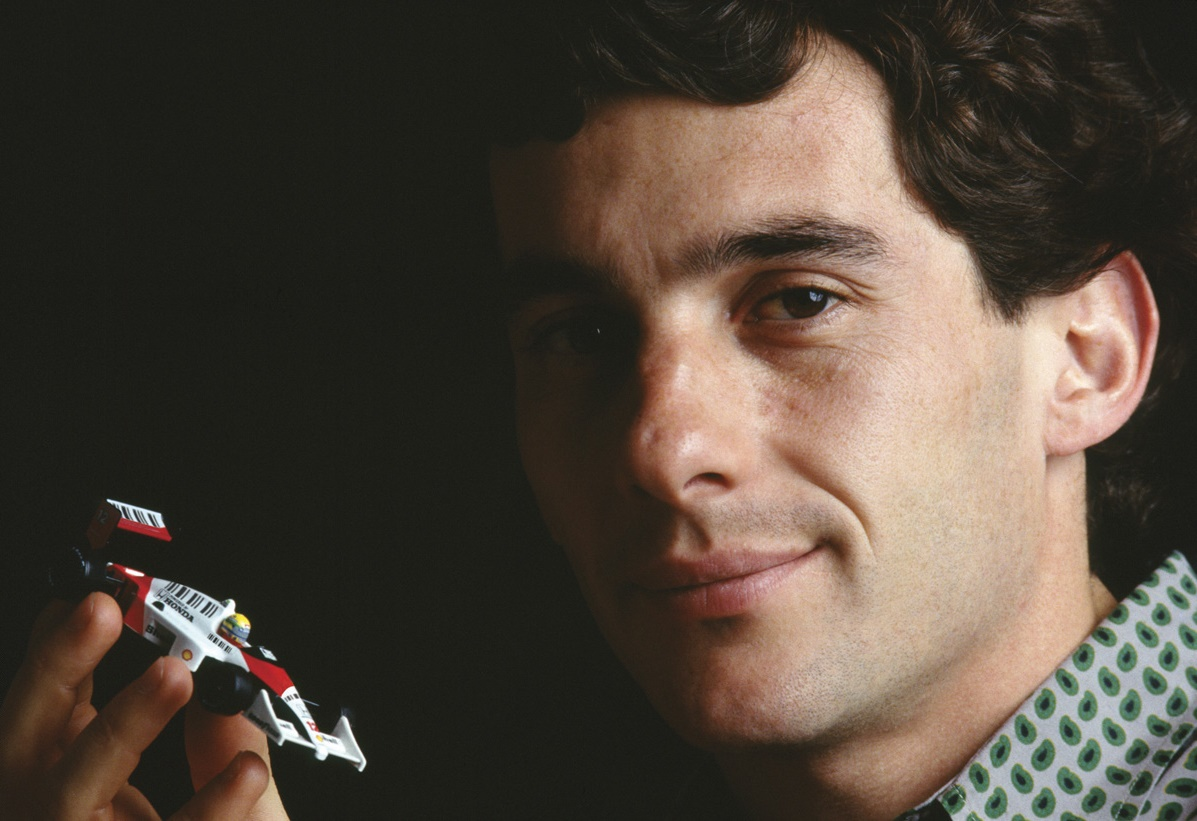
آیرتون سنا با شش برد رکورد دار پیروزی در این مسابقات است.

| برد | راننده             | سال برنده شدن                      |
| --- | ------------------ | ---------------------------------- |
| ۶   | آیرتون سنا         | ۱۹۸۷، ۱۹۸۹، ۱۹۹۰، ۱۹۹۱، ۱۹۹۲، ۱۹۹۳ |
| ۵   | گراهام هیل         | ۱۹۶۳، ۱۹۶۴، ۱۹۶۵، ۱۹۶۸، ۱۹۶۹       |
| ۵   | میشائیل شوماخر     | ۱۹۹۴، ۱۹۹۵، ۱۹۹۷، ۱۹۹۹، ۲۰۰۱       |
| ۴   | آلن پروست          | ۱۹۸۴، ۱۹۸۵، ۱۹۸۶، ۱۹۸۸             |
| ۳   | استیرلینگ ماس      | ۱۹۵۶، ۱۹۶۰، ۱۹۶۱                   |
| ۳   | جکی استوارت        | ۱۹۶۶، ۱۹۷۱، ۱۹۷۳                   |
| ۳   | نیکو رزبرگ         | ۲۰۱۳، ۲۰۱۴، ۲۰۱۵                   |
| ۳   | لوییس همیلتون      | ۲۰۰۸، ۲۰۱۶، ۲۰۱۹                   |
| ۲   | خوان مانوئل فانخیو | ۱۹۵۰، ۱۹۵۷                         |
| ۲   | ماریس ترینتیگنانت  | ۱۹۵۵، ۱۹۵۸                         |
| ۲   | نیکی لائودا        | ۱۹۷۵، ۱۹۷۶                         |
| ۲   | جودی شکتر          | ۱۹۷۷، ۱۹۷۹                         |
| ۲   | دیوید کولتارد      | ۲۰۰۰، ۲۰۰۲                         |
| ۲   | فرناندو آلونسو     | ۲۰۰۶، ۲۰۰۷                         |
| ۲   | مارک وبر           | ۲۰۱۰، ۲۰۱۲                         |
| ۲   | سباستین فتل        | ۲۰۱۱، ۲۰۱۷                         |
| ۲   | مکس ورستپن         | ۲۰۲۱، ۲۰۲۳                         |

### برندگان تکراری (سازندگان)
تیم‌های پررنگ در فصل جاری در مسابقات قهرمانی فرمول یک شرکت می‌کنند.
پس زمینه صورتی نشان دهنده رویدادی است که بخشی از مسابقات جهانی فرمول یک نبوده‌است.
| برد | سازنده    | سال برنده شدن                                                                            |
| --- | --------- | ---------------------------------------------------------------------------------------- |
| ۱۵  | مک‌لارن    | ۱۹۸۴، ۱۹۸۵، ۱۹۸۶، ۱۹۸۸، ۱۹۸۹، ۱۹۹۰، ۱۹۹۱، ۱۹۹۲، ۱۹۹۳، ۱۹۹۸، ۲۰۰۰، ۲۰۰۲، ۲۰۰۵، ۲۰۰۷، ۲۰۰۸ |
| ۱۰  | فراری     | ۱۹۵۲، ۱۹۵۵، ۱۹۷۵، ،۱۹۷۶ ۱۹۷۹، ۱۹۸۱، ۱۹۹۷، ۱۹۹۹، ۲۰۰۱، ۲۰۱۷، ۲۰۲۴                         |
| ۸   | مرسدس     | ۱۹۳۵، ۱۹۳۶، ۱۹۳۷، ۲۰۱۳، ۲۰۱۴، ۲۰۱۵، ۲۰۱۶، ۲۰۱۹                                           |
| ۷   | لوتوس     | ۱۹۶۰، ۱۹۶۱، ۱۹۶۸، ۱۹۶۹، ۱۹۷۰، ۱۹۷۴، ۱۹۸۷                                                 |
| ۵   | بی‌آر‌ام    | ۱۹۶۳، ۱۹۶۴، ۱۹۶۵، ۱۹۶۶، ۱۹۷۲                                                             |
| ۴   | بوگاتی    | ۱۹۲۹، ۱۹۳۰، ۱۹۳۱، ۱۹۳۳                                                                   |
| ۴   | ردبول     | ۲۰۱۰، ۲۰۱۱، ۲۰۱۲، ۲۰۱۸                                                                   |
| ۳   | آلفارومئو | ۱۹۳۲، ۱۹۳۴، ۱۹۵۰                                                                         |
| ۳   | مازراتی   | ۱۹۴۸، ۱۹۵۶، ۱۹۵۷                                                                         |
| ۳   | کوپر      | ۱۹۵۸، ۱۹۵۹، ۱۹۶۲                                                                         |
| ۳   | تایرل     | ۱۹۷۱، ۱۹۷۳، ۱۹۷۸                                                                         |
| ۳   | ویلیامز   | ۱۹۸۰، ۱۹۸۳، ۲۰۰۳                                                                         |
| ۲   | برابهام   | ۱۹۶۷، ۱۹۸۲                                                                               |
| ۲   | بنتون     | ۱۹۹۴،‌ ۱۹۹۵                                                                               |
| ۲   | رنو       | ۲۰۰۴، ۲۰۰۶                                                                               |

## نگارخانه

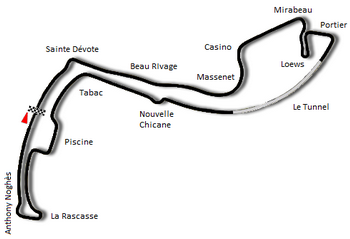
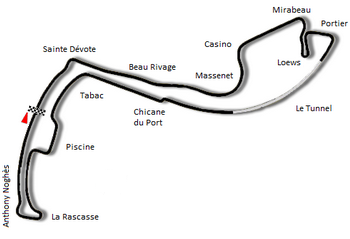
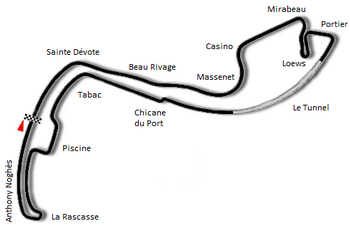
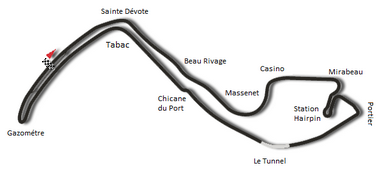